# St. Martin (Aberzhausen)

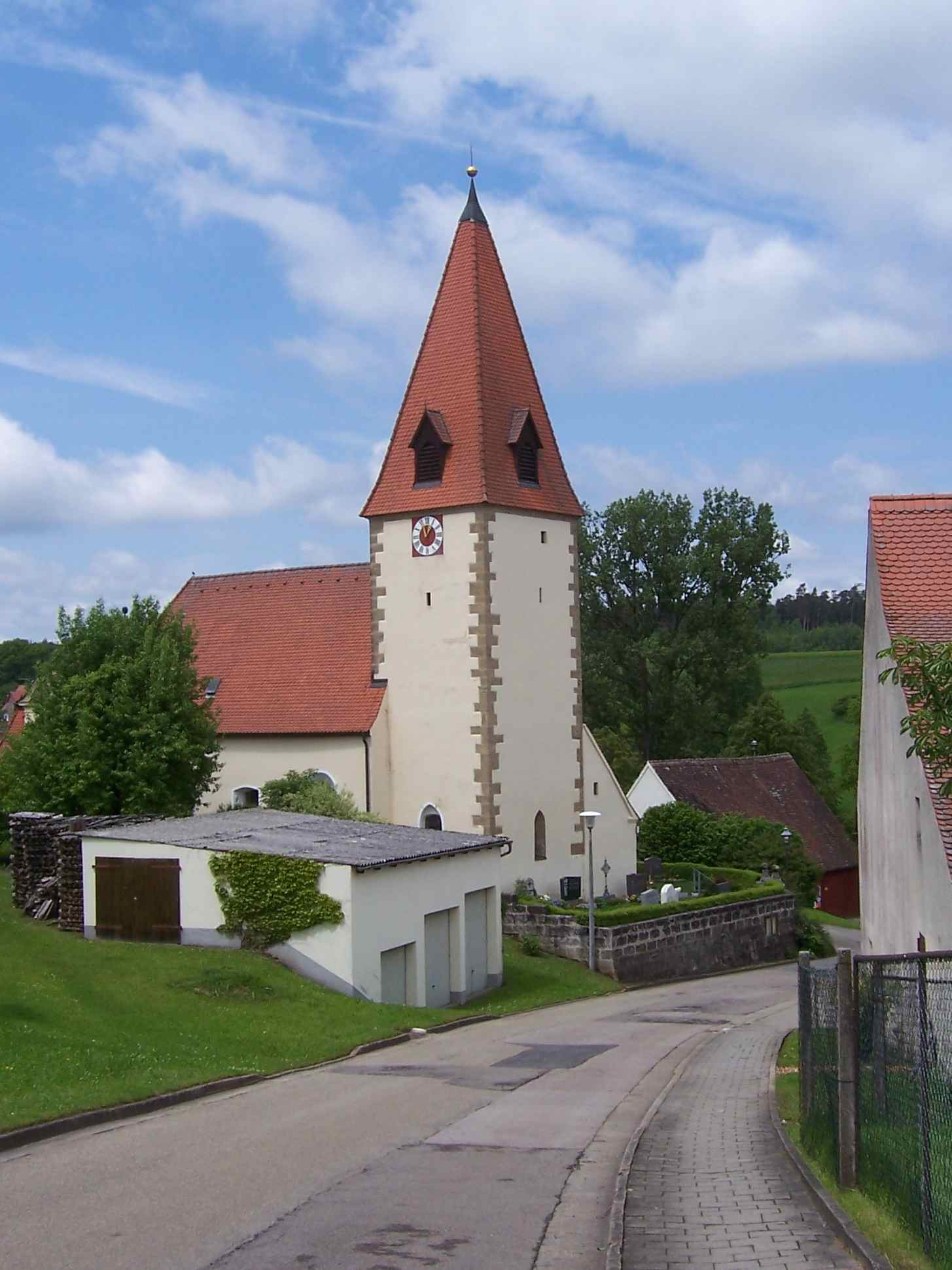
St. Martin (Aberzhausen)

Die römisch-katholische, denkmalgeschützte Expositurkirche St. Martin steht in Aberzhausen, einem Gemeindeteil der Stadt Heideck im Landkreis Roth (Mittelfranken, Bayern). Das Bauwerk ist unter der Denkmalnummer D-5-76-126-60 als Baudenkmal in die Bayerische Denkmalliste eingetragen. Die Kirche gehört zur Pfarrei Laibstadt des Pfarrverbands Heideck-Laibstadt-Liebenstadt-Thalmässing des Bistums Eichstätt. Kirchenpatron ist Martin von Tours.

## Beschreibung

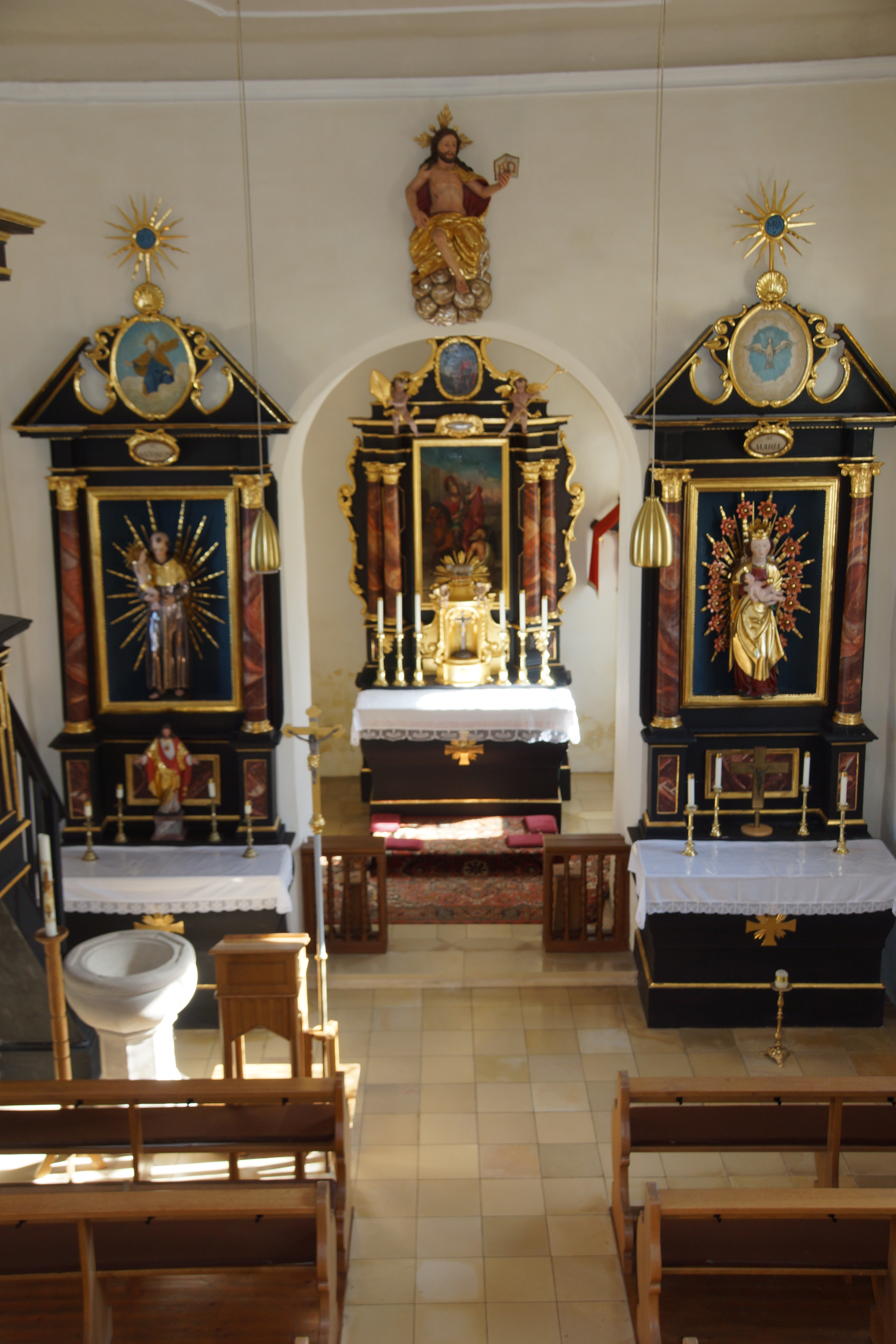
Innenraum mit Hauptaltar und Seitenaltären

Der gotische Saalbau wurde 1743/1744 barockisiert. Dem mit Ecksteinen versehenen Chorturm ist ein hohes Pyramidendach mit Klangarkaden in Form von Spitzgauben aufgesetzt. Das Langhaus ist mit einem Satteldach bedeckt. Der Innenraum des Langhauses und des Chors ist durchgehend mit einer Flachdecke überspannt. 1923 wurde das Langhaus nach Westen erweitert. Das Tympanon des Portals trägt die Inschrift DOMUS DEI / PORTA COELI.
Das Altarblatt des Hochaltars zeigt den hl. Martin als römischen Soldaten zusammen mit dem Bettler bei der Teilung des Mantels und stammt vom Ende des 17. Jahrhunderts. Im Tondo des Altarauszugs ist die Taufe Jesu durch Johannes den Täufer dargestellt. Die beiden Seitenaltäre haben Skulpturen des hl. Antonius von Padua mit dem Jesusknaben und einer Madonna im Strahlenkranz. Die um 1650 errichtete Kanzel mit Gemälden der vier Evangelisten hat einen Schalldeckel mit einer Darstellung der Taube des Hl. Geistes. Der Vierpass in der Mitte der Decke umschließt das Lamm Gottes und das Buch mit den sieben Siegeln, beides Motive aus der Apokalypse des Johannes.